# Maschera antipolvere

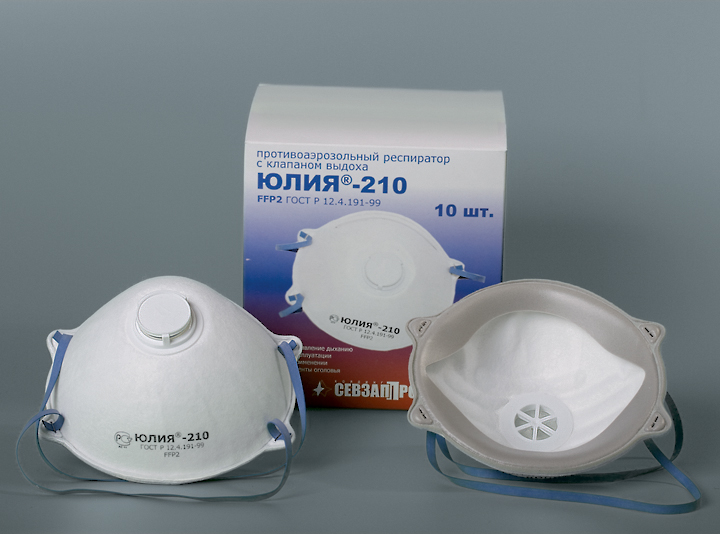
DPI per le vie respiratorie con valvola di espirazione e classe di efficienza FFP2

Una maschera antipolvere, o mascherina antipolvere, è un tipo di maschera respiratoria che serve come protezione contro particelle solide o liquide più o meno sottili sospese nell'aria e contro gli aerosol.
A differenza di quella per uso medico, che è progettata per impedire la diffusione verso l'esterno dei microrganismi di chi la indossa, lo scopo dei dispositivi di protezione individuale (DPI) antipolvere è quello di proteggere da inalazioni di inquinanti come particelle fini; ciò non toglie che lo stesso dispositivo possa avere la duplice funzione di maschera antipolvere e maschera a scopo medico. Contro i gas e i vapori nocivi invece bisogna ricorrere ad una semimaschera filtrante o una maschera completa.
L'uso di un dispositivo sbagliato può comportare un rischio significativo e potenzialmente mortale in quanto molte maschere antipolvere con livelli di protezione molto diversi possono sembrare simili e esistono anche maschere che non proteggono affatto dalle polveri più nocive. Anche l'applicazione non corretta rappresenta un rischio poiché può consentire a un agente nocivo di oltrepassare completamente la maschera.

## Storia

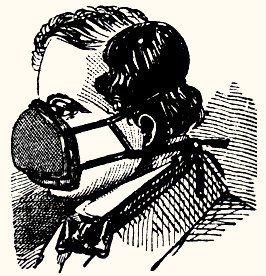
La maschera filtrante di John Stenhouse.

La storia delle mascherine protettive risale al I secolo, quando Plinio il Vecchio (circa 23-79 d.C.) descrisse l'uso di pelli di vescica animale per proteggere i lavoratori delle miniere romane dalla polvere di ossido di piombo rosso.
Nel XVI secolo, Leonardo da Vinci suggerì che un panno immerso nell'acqua potesse proteggere i marinai da un'arma tossica fatta di polvere che lui stesso aveva progettato.
Nell'Ottocento John Stenhouse, un chimico scozzese, che studiò il potere del carbone nelle sue varie forme per catturare e trattenere grandi volumi di gas, ha costruito uno dei primi respiratori in grado di filtrare i gas tossici dall'aria, spianando la strada affinché il carbone attivo diventasse il filtro più utilizzato per i respiratori.
Si ritiene che il dottor Wu Lien-teh, che lavorava per la Corte imperiale cinese nell'autunno del 1910, fu il primo a proteggere la popolazione dai batteri con alcuni test empirici. I respiratori di quel periodo, e successivi, erano riutilizzabili ma voluminosi e scomodi. Avendo accertato tramite autopsia che l'epidemia di polmonite della Manciuria e Mongolia di quell'anno si stava diffondendo per via aerea, Wu sviluppò maschere basandosi sulle maschere chirurgiche che aveva visto in uso in Occidente, costruendo maschere più consistenti con strati di garza e cotone per filtrare l'aria. La sua maschera fu prodotta su larga scala, e Wu supervisionò la produzione e la distribuzione di 60 000 maschere in una successiva epidemia, e apparve in molte immagini sulla stampa.

### Maschera N95
Negli anni '70 del Novecento, il Bureau of Mines e il National Institute for Occupational Safety and Health negli Stati Uniti d'America svilupparono standard per i respiratori monouso, e il primo respiratore di classe N95 fu sviluppato da 3M e approvato nel 1972 (questo è N95 monouso; solo per polvere). 3M ha utilizzato un processo di soffiaggio che aveva sviluppato decenni prima e utilizzato in prodotti come fiocchi di nastro preformati e le coppe del reggiseno; il suo utilizzo in una vasta gamma di prodotti era stato introdotto dalla designer Sara Little Turnbull.
Nel 1992, lo scienziato dei materiali taiwanese-americano Peter Tsai e il suo team hanno inventato il filtro della maschera N95. Il nuovo materiale è costituito da cariche sia positive che negative, che sono in grado di attrarre particelle - come polvere, batteri e virus - e bloccarne il 95% mediante polarizzazione prima che le particelle possano passare attraverso la maschera. La tecnologia è stata brevettata negli Stati Uniti nel 1995 e presto è stata utilizzata per produrre maschere N95. Sebbene progettate per uso industriale, negli anni '90 furono sempre più utilizzate in ambito sanitario.
Molte società statunitensi hanno smesso di produrre maschere N95 negli anni 2000 a causa dei costi dei contenziosi e della concorrenza straniera. La Cina produce normalmente 10 milioni di maschere al giorno, circa la metà della produzione mondiale. Durante la pandemia di coronavirus del 2019-2020, 2500 fabbriche sono state convertite per arrivare a produrre 116 milioni di mascherine al giorno. La produzione di maschere N95 era limitata a causa di vincoli nella fornitura di tessuto non tessuto in polipropilene (che viene utilizzato come filtro primario) e della cessazione delle esportazioni dalla Cina. La Cina controlla il 50% della produzione globale di mascherine e, di fronte alla propria epidemia di Coronavirus, ha dedicato tutta la sua produzione ad uso interno, consentendo solo le esportazioni attraverso l'assistenza umanitaria assegnata dal governo.

## Struttura
Composta da fibre più o meno spesse, copre la bocca e il naso ed è tenuta in posizione da cinghie elastiche. Per un'ottima efficacia, la maschera deve essere correttamente regolata sul viso; sulla parte superiore, una striscia di metallo flessibile, lo stringinaso, permette l'aderenza attorno al naso. La maschera di protezione può essere flessibile, pieghevole o rigida. Se fornita di valvola, consente di espellere l'umidità durante l’espirazione.
Un progresso sostanziale nella tecnologia dei filtri meccanici è stata l'introduzione del filtro HEPA. Un filtro HEPA può rimuovere fino al 99,97% di tutti i particolati presenti nell'aria con un diametro aerodinamico superiore a 0,3 μm; le particelle vengono rimosse con un'efficienza che può arrivare oltre al 99,99%. Le maschere di classe N95 sono generalmente realizzate con una sottile rete di fibre sintetiche polimeriche, nota anche come tessuto non tessuto in polipropilene, che viene prodotto attraverso un processo altamente specializzato chiamato cracking o melt blowing, che forma lo strato di filtrazione interno.
Grazie all'espirazione facilitata dalla valvola, l'umidità non condensa nella maschera e ha meno probabilità di depositarsi nel filtro, ed evita anche l'appannamento degli occhiali. Inoltre la valvola previene la resistenza ai flussi d'aria, aiutando a inspirare ed espirare facilmente.
Se i vantaggi e gli svantaggi delle valvole si bilanciano approssimativamente tra loro per le maschere che forniscono una protezione minore, è necessario tenere conto anche della durata dell'uso: per la maschera di tipo più filtrante è preferibile l'uso di una valvola, poiché ha strati di filtro molto spessi, che renderebbero la respirazione più difficile. Tuttavia, con l'evolversi della tecnologia, stanno emergendo versioni di maschere con massima capacità filtrante senza valvola.

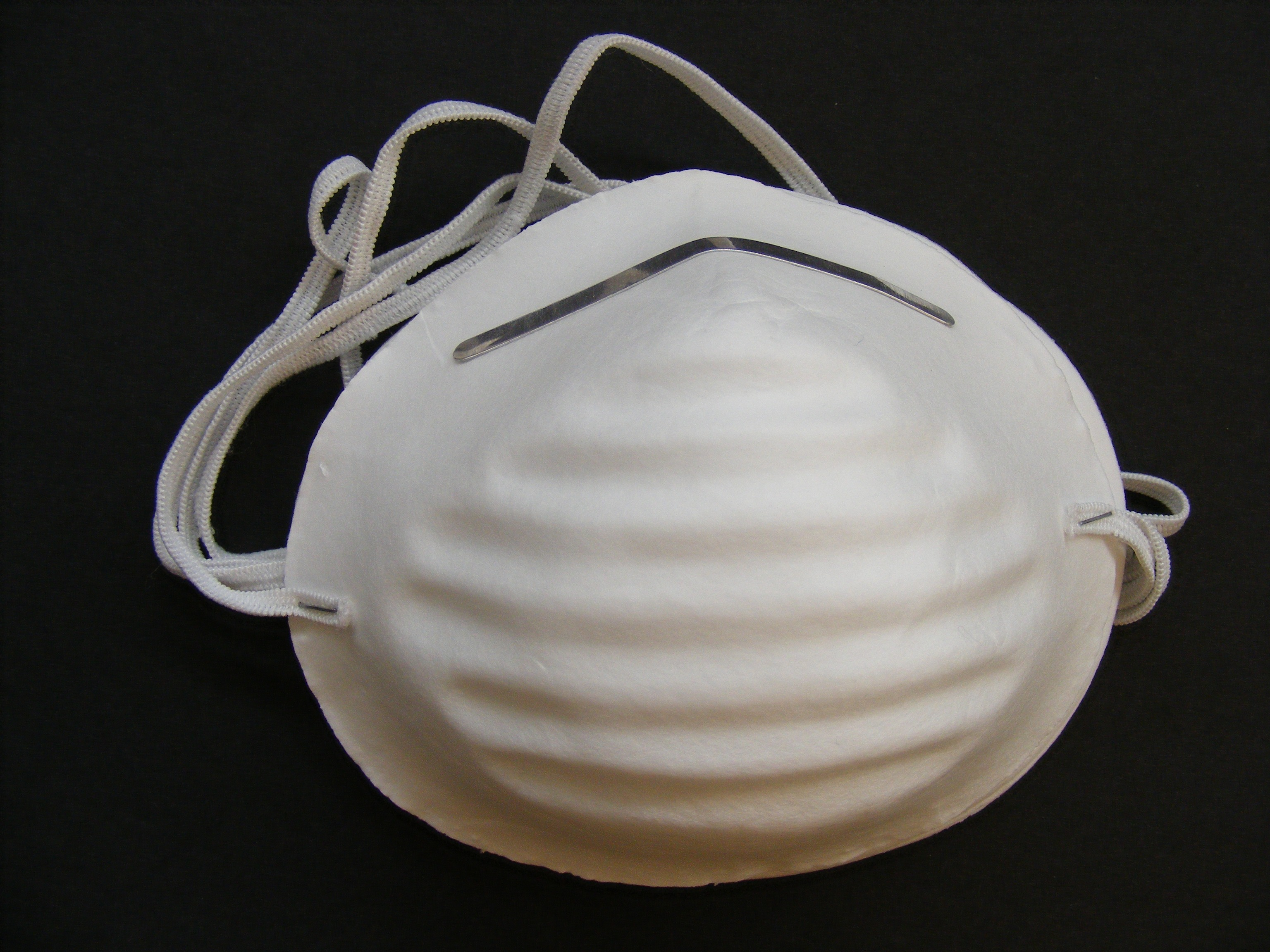
Maschera antipolvere monouso semplice.
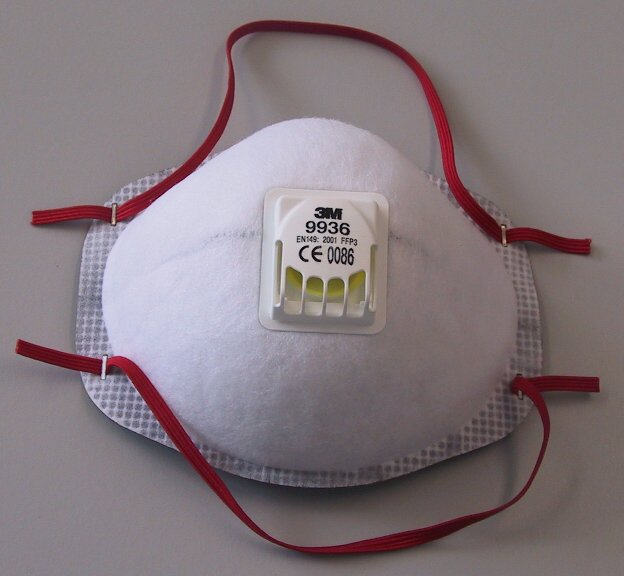
Maschera antipolvere FFP3 con valvola con certificazione CE.
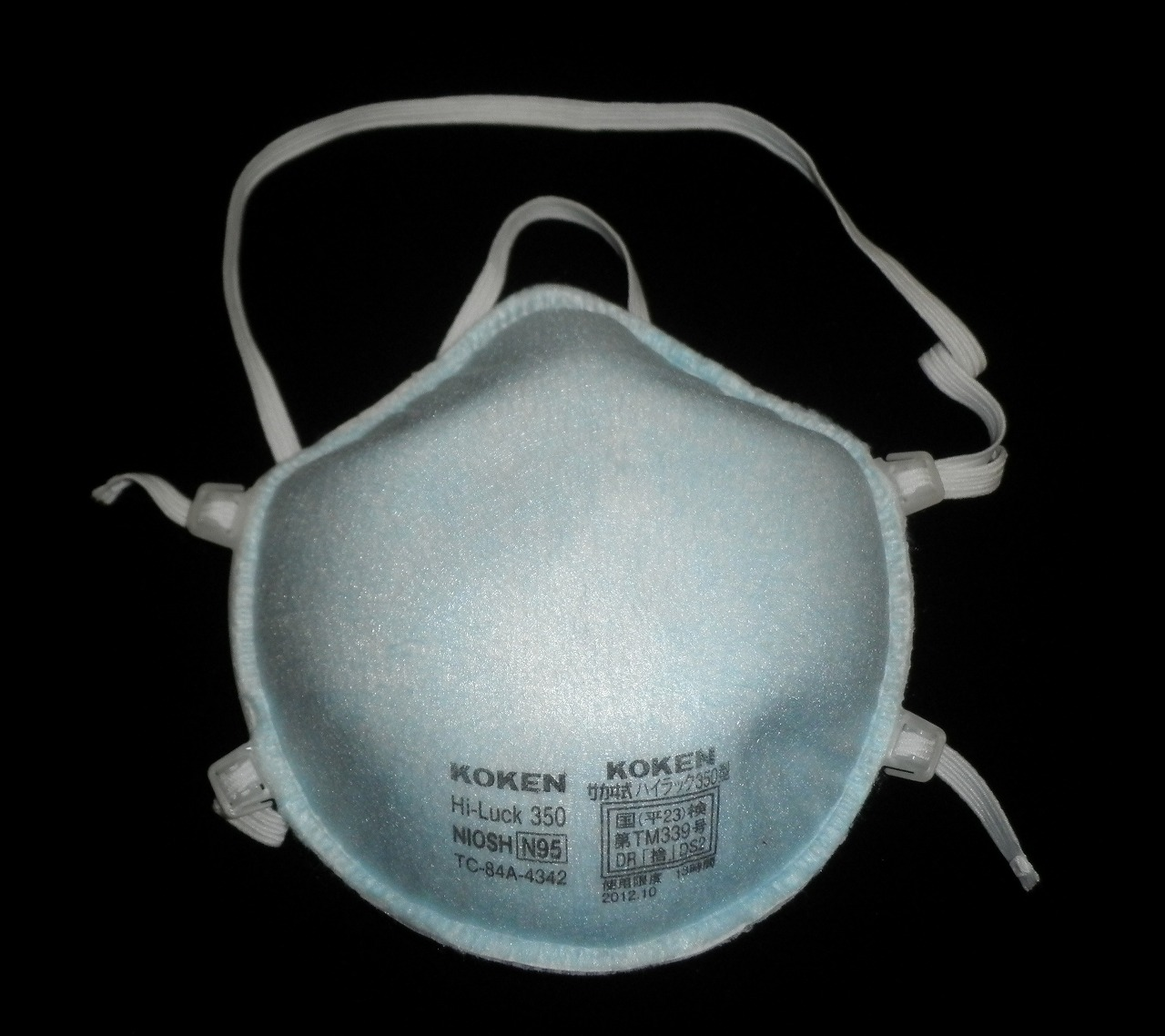
Maschera antipolvere monouso con certificazione NIOSH.

La principale differenza rispetto ad una maschera chirurgica è che quest'ultima non filtra o blocca le particelle molto piccole nell'aria che possono essere trasmesse da tosse, starnuti o determinate procedure mediche; le maschere chirurgiche non forniscono inoltre protezione completa da microrganismi e altri contaminanti a causa della imperfetta aderenza tra la superficie della maschera e il viso.
Per le procedure sanitarie, i Centri per la prevenzione e il controllo delle malattie raccomandano l'uso di respiratori con almeno la certificazione N95 per proteggere chi li indossa dall'inalazione di particelle infettive tra cui Mycobacterium tuberculosis, influenza aviaria, sindrome respiratoria acuta grave (SARS), influenza ed Ebola.

### Mascherina antipolvere semplice
La più semplice maschera antipolvere è realizzata con una porzione di carta flessibile, da utilizzare contro le polveri non tossiche. Non fornisce protezione dai pericoli tossici presenti nell'aria e non è soggetta alle approvazioni richieste per le maschere filtranti.
A volte è detta "mascherina igienica".
Sono un'alternativa più economica, più leggera e più comoda alle maschere filtranti che rispondono a normativa. Queste maschere antipolvere possono essere utilizzate in ambienti con polveri originate durante attività di costruzione o pulizia, come polveri da muri a secco, mattoni, legno, fibra di vetro, silice, o quando si spazza; può essere indossata anche in ambienti con allergeni come il polline o per impedire a chi lo indossa di inalare polvere o sabbia in una tempesta di sabbia.

## Normativa europea
Secondo la normativa europea, per essere immessa in commercio è soggetta almeno al rispetto della direttiva 89/686/CEE sui dispositivi di protezione individuale o DPI (al contrario delle mascherine per uso medicale, alle quali si applica la Direttiva Dispositivi Medici 93/42/CEE) e quindi di determinati standard e test di efficacia di protezione dalle polveri, valutati in funzione della velocità di filtraggio ma anche in funzione della velocità di fuoriuscita verso l'esterno. in base alla norma EN 149 sono classificate in tre categorie a seconda del loro livello di protezione e della loro efficacia.
Su ogni maschera devono essere presenti:
- Nome del produttore
- Numero della norma di riferimento (ad esempio EN 149: 2009)
- Classe di efficienza (ad esempio FFP1, FFP2 o FFP3)
- Marchio CE
- Eventuale riutilizzo (NR o R)

### Norma EN 149
Questa norma tecnica, la cui prima versione risale al 1991, fissa le caratteristiche minime dei dispositivi di protezione delle vie respiratorie. Include test di laboratorio, test pratici e alcuni parametri per garantire la conformità delle maschere. Vengono analizzati i seguenti punti: 
- imballaggio
- materiale: resistenza alla manipolazione
- prova pratica delle prestazioni
- fuga totale verso l'interno e penetrazione del materiale filtrante

La EN 149 testa la penetrazione con aerosol di cloruro di sodio secco e olio di paraffina dopo aver conservato i respiratori a 70 °C e -30 °C per 24 ore. Gli standard includono test di resistenza meccanica, resistenza respiratoria e intasamento. La versione aggiornata nel 2001 differisce da quella del 1991 perché sanciva che tutti i prodotti testati dovevano fornire protezione da solidi e nebbie a base acquosa e organica, mentre in quella del 1991 i respiratori potevano essere testati contro solidi, o contro solidi e nebbie contemporaneamente.

#### Versione 2009 della norma EN 149
Con la pubblicazione della versione 2009 dello standard, la designazione della maschera di protezione respiratoria è diventata "respiratore per la protezione da polveri" nella forma di "semimaschera con filtro antiparticolato".
La sigla NR o R deve essere aggiunto dopo FFP1, FFP2, FFP3:
- NR (non riutilizzabile): l'uso della semimaschera filtrante è limitato a un giorno lavorativo.
- R (riutilizzabile): se la semimaschera filtrante può essere utilizzata per più di un giorno lavorativo.

Se necessario, si aggiunge la lettera D quando la semimaschera ha superato con successo il test delle polveri delle Dolomiti (la sua durata può quindi superare 8 ore). Esempio: FFP3 NR D.
La presenza di una valvola può essere indicata con la lettera V. Le lettere S o L specificano rispettivamente il filtraggio di polveri solide o liquide.

### Classi di efficienza secondo la norma europea

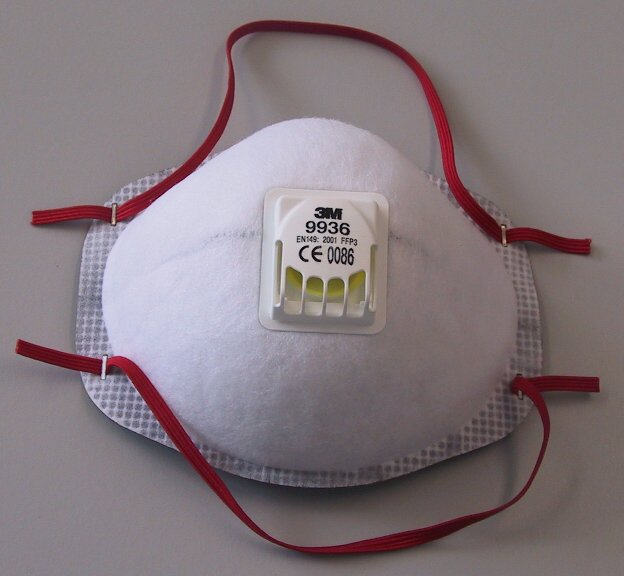
Una maschera FFP3 a coppa dotata di valvola di espirazione

La norma EN 149 definisce tre classi di efficienza di filtrazione per queste maschere: FFP1, FFP2 e FFP3. Queste classi di protezione devono essere obbligatoriamente riportate sulla confezione e sulla mascherina stessa. La sigla FFP deriva dalla definizione inglese "Filtering FacePiece" che la indica come maschera "facciale filtrante".

#### Maschera FFP1
È la maschera meno filtrante tra i 3 tipi. Viene utilizzata principalmente come maschera contro polveri e liquidi senza tossicità particolare (molto efficace per il fai-da-te): polvere di carbone, silice, minerali di ferro, zinco, alluminio, cemento. Le polveri possono infatti causare malattie polmonari, come silicosi, antracosi, asbestosi e siderosi. I produttori utilizzano elastici gialli per identificare questa tipologia.
- Percentuale di filtraggio: minimo 80%.
- Percentuale di fuoriuscita verso l'esterno: massimo 22%.[24]

#### Maschera FFP2
Questa maschera protegge dalle sostanze chimiche in polvere, utile in lavori afferenti a vari settori come l'industria del vetro, la fonderia, l'edilizia, l'industria farmaceutica e l'agricoltura: utilizzata quindi per particelle provenienti da vernici, pitture senza piombo e superfici metalliche, e per la pulizia di superfici che presentano funghi e resine. I produttori utilizzano elastici bianchi o blu per identificarla.
- Percentuale di filtraggio: minimo 94%.
- Percentuale di fuoriuscita verso l'esterno: massimo 8%.[24]

Questo tipo di mascherina è stata utilizzata per evitare il contagio di agenti patologici dell'influenza (influenzavirus A), influenzavirus B, influenza aviaria, coronavirus (SARS-CoV, MERS-CoV, SARS-CoV-2), Yersinia pestis e tubercolosi.
È indicata, infatti, anche per la protezione respiratoria di tutti gli operatori sanitari o delle persone esposte in particolari attività come l'accesso alle stanze in isolamento respiratorio, personale di emergenza e consultazioni per pazienti potenzialmente contagiosi, lavori in aziende e laboratori in cui i micobatteri vengono lavorati e analizzati.
La dimensione della trama del filtro è di circa 0,3 micron.

#### Maschera FFP3
La maschera FFP3 è la più filtrante: protegge da particelle molto fini come quelle di amianto o silice (asbestosi e silicosi) ma non dai gas nocivi come quelli emessi dai veicoli urbani (ossidi di azoto o monossido di carbonio). I produttori utilizzano elastici rossi per identificarla.
- Percentuale di filtraggio: minimo 99% per EN 149-FFP3 e 99,95% per EN 143-P3.
- Percentuale di fuoriuscita verso l'esterno: massimo 2%.[24]

## Normativa negli Stati Uniti e altri paesi

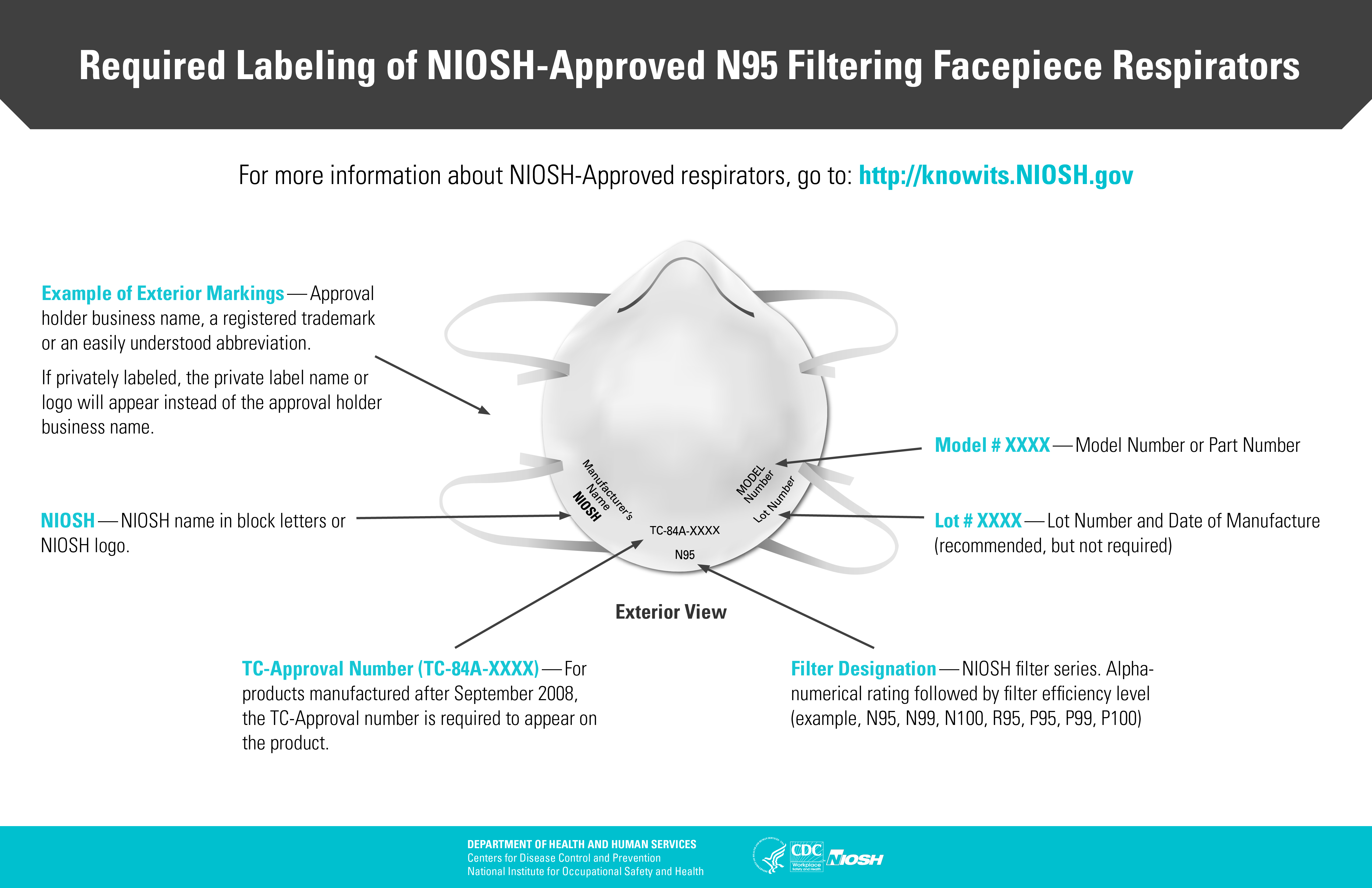
Indicazioni obbligatorie sulle mascherine secondo le direttive NIOSH.

Negli Stati Uniti, l'Istituto nazionale per la sicurezza e la salute sul lavoro (National Institute for Occupational Safety and Health, NIOSH) ha definito le seguenti categorie di filtri antiparticolato nel 2011, nel Title 42 Code of Federal Regulations, sezione 84:
| Resistenza all'olio         | Classe | Descrizione                                                |
| --------------------------- | ------ | ---------------------------------------------------------- |
| Non resistente agli oli (N) | N95    | Filtra almeno il 95% delle particelle sospese nell'aria    |
| Non resistente agli oli (N) | N99    | Filtra almeno il 99% delle particelle sospese nell'aria    |
| Non resistente agli oli (N) | N100   | Filtra almeno il 99,97% delle particelle sospese nell'aria |
| Resistente agli oli (R)     | R95    | Filtra almeno il 95% delle particelle sospese nell'aria    |
| Resistente agli oli (R)     | R99    | Filtra almeno il 99% delle particelle sospese nell'aria    |
| Resistente agli oli (R)     | R100   | Filtra almeno il 99,97% delle particelle sospese nell'aria |
| Impermeabile agli oli (P)   | P95    | Filtra almeno il 95% delle particelle sospese nell'aria    |
| Impermeabile agli oli (P)   | P99    | Filtra almeno il 99% delle particelle sospese nell'aria    |
| Impermeabile agli oli (P)   | P100   | Filtra almeno il 99,97% delle particelle sospese nell'aria |

Le etichette di approvazione complete da apporre sulle mascherine elencano il numero di approvazione NIOSH, il livello di protezione, la componente con numero, e le dichiarazioni di attenzione e limitazione in forma di tabella o di matrice di informazioni. Ogni riga della matrice contiene un numero di approvazione univoco con colonne intersecanti che identificano la protezione, i componenti e le dichiarazioni di attenzione e limitazione; le dichiarazioni di attenzione e limitazione effettive sono scritte sotto la matrice. Una "X" posizionata all'intersezione tra una riga e una colonna nella matrice indica che il componente fa parte della configurazione approvata per quella riga contenente il numero di approvazione, la protezione e le istruzioni di attenzione e limitazione. L'assenza della X significa che il componente non è un componente approvato per quella configurazione.
Secondo 3M, i respiratori realizzati "per filtrare particelle non a base di petrolio come quelle risultanti da incendi, inquinamento atmosferico (PM2,5), eruzioni vulcaniche o bioaerosol" secondo le seguenti norme sono equivalenti ai respiratori di classe N95 o FFP2:
- Cina: KN95 (GB2626-20 06)
- Australia / Nuova Zelanda: P2 (AS/NZ 1716:2012)
- Corea del Sud: 1st Class (KMOEL - 2017-64), detta anche KF94
- Giappone: DS (JMHLW-Notification 214, 2018)

### Maschera N95
La maschera di classe N95 soddisfa lo standard N95 del National Institute for Occupational Safety and Health, nel senso che filtra almeno il 95% delle particelle sospese nell'aria, mentre non è resistente all'olio come il P95. È il respiratore per facciale con filtro antiparticolato più comune. Questo tipo di respiratore protegge dai particolati, ma non dai gas o dai vapori.
Lo scienziato dei materiali americano Peter Tsai (蔡秉燚) ha inventato la tecnologia di base della maschera N95 con il suo team all'inizio degli anni '90, ricevendo il brevetto negli Stati Uniti nel 1995. Peter Tsai è nato a Taiwan ed è professore emerito presso l'Università del Tennessee.
I respiratori N95 sono considerati funzionalmente equivalenti ai respiratori FFP2 dell'Unione europea e i respiratori KN95 della Cina, tuttavia vengono utilizzati criteri leggermente diversi per certificarne le prestazioni, come l'efficienza del filtro, l'agente di prova e la portata e la caduta di pressione consentita.
La maschera N95 richiede una sottile rete di fibre sintetiche polimeriche, tessuto non tessuto in polipropilene, che viene prodotto attraverso un processo altamente specializzato che forma lo strato di filtrazione interno che filtra le particelle pericolose.

#### Utilizzo nella pandemia di COVID-19
In gravi condizioni di epidemia in cui le forniture di respiratori sono fortemente limitate, i lavoratori dovrebbero lavorare con il proprio datore di lavoro per scegliere il respiratore più adatto poiché, anche senza test di adattamento, un respiratore fornirà una protezione migliore rispetto a una maschera chirurgica o nessuna maschera. In questo caso, le migliori pratiche includono provare diversi modelli o dimensioni per ottenere un buon sigillo facciale, controllare i video di formazione del produttore e la letteratura sulla corretta vestizione e levata, fare un controllo del sigillo utente più volte e controllare l'adattamento in uno specchio o chiedere a un collega per assicurarsi che il respiratore tocchi il viso.
Durante le situazioni di crisi in cui vi è una carenza di respiratori N95, come la Pandemia di COVID-19 del 2019-2021, i Centri per la prevenzione e il controllo delle malattie (CDC) hanno raccomandato strategie per ottimizzarne l'uso in ambito sanitario. I respiratori N95 possono essere utilizzati oltre la loro durata di conservazione designata dal produttore, sebbene componenti come le cinghie e il materiale del ponte nasale possano degradare, il che può influire sulla qualità della calzata e della tenuta, rendendo particolarmente importante che l'utilizzatore esegua il controllo della tenuta previsto.  I respiratori possono essere utilizzati secondo gli standard utilizzati in altri paesi simili ai respiratori N95 approvati da NIOSH, inclusi i respiratori FFP2 e FFP3 regolati dall'Unione europea. I respiratori N95 possono essere riutilizzati un numero limitato di volte dopo essere stati rimossi, purché non siano stati utilizzati durante le procedure di generazione di aerosol e non siano contaminati con i fluidi corporei dei pazienti, sebbene il loro riutilizzo aumenti il rischio di contaminazione superficiale con agenti patogeni. Il produttore del respiratore può raccomandare un numero massimo di donings o usi; se non è disponibile alcuna guida del produttore, i dati preliminari suggeriscono di limitare a cinque usi per dispositivo per garantire un margine di sicurezza adeguato.
Quando non è più possibile per tutti gli operatori sanitari indossare respiratori N95 quando si prendono cura di un paziente COVID-19, i respiratori dovrebbero avere la priorità per i lavoratori che eseguono procedure di generazione di aerosol su persone sintomatiche e quelle entro un metro da una persona sintomatica non mascherata. In queste condizioni, il mascheramento di pazienti sintomatici con maschera chirurgica e il mantenimento della distanza dal paziente sono particolarmente importanti per ridurre il rischio di trasmissione. Quando non viene lasciato alcun respiratore, i lavoratori a rischio più elevato di malattia grave possono essere esclusi dalla cura dei pazienti e i lavoratori che si sono ripresi clinicamente da COVID-19 possono preferire l'assistenza ai pazienti. Le ventole portatili con Filtri HEPA possono anche essere utilizzate per aumentare la ventilazione nelle stanze di isolamento quando vengono utilizzate maschere chirurgiche al posto dei respiratori. Se non sono disponibili né respiratori né maschere chirurgiche, come ultima risorsa, potrebbe essere necessario per gli operatori sanitari utilizzare maschere che non sono mai state valutate o approvate da NIOSH o maschere fatte in casa, come maschere in tessuto, sebbene si dovrebbe usare cautela quando si considera questo opzione.
Dato che la fornitura globale di Dispositivi di Protezione Individuale (DPI) è insufficiente durante la pandemia, l'Organizzazione mondiale della sanità raccomanda di ridurre al minimo la necessità di DPI attraverso la telemedicina, barriere fisiche come finestre trasparenti, consentendo solo a coloro che sono coinvolti nelle cure dirette di entrare in una stanza con un paziente COVID-19, utilizzando solo i DPI necessari per il compito specifico, continuando a utilizzare lo stesso respiratore senza rimuoverlo mentre si prende cura di più pazienti con la stessa diagnosi, monitorando e coordinando la catena di approvvigionamento dei DPI e scoraggiando l'uso di maschere per individui asintomatici.
Sono stati compiuti sforzi per valutare i metodi di pulizia dei respiratori in caso di carenza di emergenza, anche se si teme che ciò possa ridurre le prestazioni del filtro o influire sull'adattamento della maschera deformando la maschera.  I ricercatori della Università Duke hanno pubblicato un metodo per pulire i respiratori N95 senza danneggiarli usando il perossido di idrogeno vaporizzato per consentire il riutilizzo per un numero limitato di volte. NIOSH raccomanda che durante le carenze i respiratori N95 possano essere utilizzati fino a cinque volte senza pulirli, purché non vengano eseguite procedure di generazione di aerosol e i respiratori non siano contaminati dai fluidi corporei dei pazienti. La contaminazione può essere ridotta indossando una visiera lavabile sopra un respiratore N95, nonché usando guanti puliti quando si indossano e si controllano i sigilli di un respiratore N95 usato e si eliminano i guanti immediatamente dopo.

## Complicanze
La complicanza maggiore dell'uso di queste mascherine è data dalla maggiore difficoltà nel respirare, dovuto alla resistenza al passaggio dell'aria attraverso la mascherina. Inoltre si crea un volume tra mascherina e volto che costituisce un problema per quanto riguarda lo scambio dei gas, in quanto tale volume viene occupato dall'aria espirata e successivamente viene respirato nuovamente.
Si è notato come l'uso prolungato della mascherina porti ad un aumento della concentrazione di anidride carbonica dietro la mascherina, superando i valori che inducono a segni clinici (2000 ppm) ed in alcuni casi superando i limiti di sicurezza per la salute sul lavoro (5000 ppm), osservando anche come una combinazione di una temperatura ambiente alta, maschera N-95, esercizio fisico e giovane età si registrano livelli di CO2 più elevati, che andrebbero evitati. Queste complicanze sono il motivo per cui viene consigliato di effettuare pause periodiche per poter respirare senza tale DPI.

Queste complicanze si acuiscono ulteriormente nei bambini tra i 6 e 17 anni, che in breve tempo raggiungono i 13000 ppm di anidrite carbonica dietro la maschera.

## Prestazioni
Sono stati svolti studi comparativi sulle prestazioni delle varie maschere sull'abbattimento dei corpuscoli respirati e sulle microplastiche, in quanto le maschere non hanno le stesse prestazioni nel trattenere questi elementi, in più potrebbero rilasciare loro stesse vari tipi di corpuscoli.
Mettendo a comparazione le maschere N95, con le maschere chirurgiche, maschere ai carboni attivi e le maschere di comunità si è osservato come solo le N95 permettono prestazioni sempre migliori nelle differenti condizioni (compreso il riutilizzo e le varie tecniche di disinfezione delle maschere) rispetto a non indossare alcuna maschera.